# منتخب الاتحاد السوفيتي لهوكي الحقل للسيدات
منتخب الاتحاد السوفيتي لهوكي الحقل للسيدات هو ممثل الاتحاد السوفيتي الرسمي في المنافسات الدولية في هوكي الحقل للسيدات
.